# Le Chagrin
Singles de Christophe Willem
L'Amour me gagne
(2012) L'Été en hiver
(2014)
Pistes de Paraît-il
Faute et plaisir Allons enfants
Le Chagrin est une chanson du chanteur français Christophe Willem écrite par Carla Bruni et composée par Fredrika Stahl. Elle est sortie en France 19 septembre 2014 en tant que premier single de l'album Paraît-il.

## Autour de la chanson
Dans un entretien, Christophe Willem indiquait qu'à un moment lors de la réalisation de l'album, il y avait 30 version différentes de la chanson. La mélodie, composée par Fredrika Stahl, existait avant les paroles, et le chanteur s'imaginait que Carla Bruni pourrait chanter sur cette mélodie. Il a consulté Jean-Jacques Goldman qui l'a encouragé à contacter Carla Bruni. 
Ce contact s'est réalisé grâce à la styliste de l'émission Nouvelle Star, une amie proche de Bruni. Cette connexion a conduit à une collaboration entre la chanteuse et le chanteur. Willem a décrit le retour à cette collaboration comme quelque peu « compliqué », notamment en raison des circonstances entourant la sortie du premier extrait de l'album, Le Chagrin, écrit par Bruni. En effet, cette sortie a coïncidé avec l'annonce du retour sur la scène politique du mari de Carla Bruni, Nicolas Sarkozy. Face à cette situation, Bruni a suggéré à Willem d'utiliser un pseudonyme afin de ne pas nuire à l'album. Cependant, cette proposition a été rejetée par Willem, qui a pleinement assumé cette collaboration malgré les éventuelles controverses qu'elle a pu susciter. 
Dans un entretien à Elle, Carla Bruni affirmait que Christophe Willem lui avait proposé des « mélodies superbes », aux « antipodes » de ce qu'elle pourrait écrire, ce qu'elle a qualifié de « passionnant ».
À propos du choix de Le Chagrin, une ballade triste, comme premier extrait du nouvel album, Christophe Willem a dit :

« Tout le monde était unanime sur "Le chagrin". Je voulais que ça marque une différence dans le son avec les autres albums. Mais c'était un titre d'ouverture, il n'a pas l'envergure d'un tube dans le sens radiophonique. L'accueil en radio a été super bon mais la majorité nous disait que c'était dur à jouer, car clairement ça te plombe une playlist. C'est compliqué. Après, pas mal de radios ont suivi. »

La chanson Le Chagrin n'a pas bénéficié d'un tournage de clip.

## Accueil critique
Julien Goncalves du site Charts in France décrit le titre comme « ballade aérienne et brumeuse, où la mélancolie prend toute la place et sur laquelle la voix du chanteur est plus que jamais mise en valeur ». Kevin Boucher du site Ozap définit la chanson comme « ballade épurée, à l'atmosphère planante » et qui met en avant la voix du chanteur. Il compare le titre aux chansons précédentes de Christophe Willem; Jacques a dit, Entre nous et le sol et Si mes larmes tombent. Anthony Martin de RTL écrit que Christophe Willem « revient à ce qu'on peut appeler la chanson française, la voix en avant, la poésie, avec un son beaucoup moins formaté » que ces titres électro-pop du passé.
Dans l'émission On n'est pas couché du 21 février 2015, Aymeric Caron critique l'écriture de Carla Bruni, notamment sur Le Chagrin. Il accuse la chanteuse de toujours réécrire les mêmes textes avec des légères modifications.

## Classements
En France, Le chagrin n'intègre pas le Top 50, mais se classe pendant deux semaines dans le Top 200: la première fois le 27 septembre 2014 à la 52e position, avant de quitter le classement et de le réintégrer le 4 octobre 2014 à la 126e position. Le single a été téléchargé moins de 2 000 fois en France.
En Belgique francophone, le titre ne reste qu'une semaine dans l'Ultratop 50: la semaine du 27 septembre 2014 à la 18e place.
| Pays                 | Charts      | Meilleure position |
| -------------------- | ----------- | ------------------ |
| Belgique francophone | Ultratop 50 | 19                 |
| France               | Top 50      | 52                 |